# Suriya Chiarasapawong
Suriya Chiarasapawong (nascido em 7 de agosto de 1949) é um ex-ciclista tailandês. Representou sua nação nos Jogos Olímpicos de Verão de 1972.